# José Emilio Riquelme Galiana
José Emilio Riquelme Galiana (Murcia, España) es un exfutbolista y entrenador de fútbol español. 

## Trayectoria
Galiana fue jugador del Lorca, con el que ascendió a Segunda B, y del Elche, Orihuela, Getafe y Ciudad de Murcia, entre otros equipos, y ha entrenado en el fútbol base del Elche, Orihuela B, Alone de Guardamar y Novelda.
Como entrenador, se caracteriza por jugar un fútbol fuerte y siempre plantea sistemas ofensivos tal vez por su pasado como delantero aguerrido, motivando mucho a su equipo, pero también exige las mismas prestaciones de sus jugadores.
En la temporada 2009 se convirtió en el técnico del Novelda CF, con el que logró disputar una fase de ascenso a Segunda B, cogiendo al Novelda en la última posición y al final lo metió en el 'play- off' de ascenso a Segunda B, aunque no siguió una temporada más por los graves problemas económicos por los que atravesaba el equipo alicantino.
En febrero de 2012 es contratado por el Lorca Atlético, equipo que milita en el Grupo IV de Segunda División B para pelear por la permanencia en la categoría, firmando un contrato hasta el final de la temporada, en sustitución de la pareja formada por Alonso Parra y Joaquín Arregui.
En 2016, tendría su primera experiencia en el extranjero, tras entrenar a la  Institución Atlética Sud América de la Primera División de Uruguay, donde registró un balance de 3 victorias, 5 empates y 7 derrotas.
En abril de 2017, la Comisión Directiva del Lorca Deportiva, líder del Grupo 13 de Tercera División, confirmó la contratación de Riquelme Galiana como nuevo entrenador.
Después del partido de pretemporada jugado contra el Elche perdiendo 1-3 y a 10 días del comienzo de la temporada 2017/2018 es destituido como entrenador del CF Lorca Deportiva.
En septiembre de 2017, se convierte en entrenador del Club Deportivo Alcoyano de la Segunda División B de España, sustituyendo a Toni Aparicio. En marzo de 2018, es destituido como entrenador del equipo del collao.

## Clubes

### Como entrenador
| Club                              | País    | Año       |
| --------------------------------- | ------- | --------- |
| Orihuela Club de Fútbol "B"       | España  | 2007-2008 |
| Club Deportivo Alone de Guardamar | España  | 2008-2009 |
| Novelda CF                        | España  | 2009-2011 |
| Lorca Atlético Club de Fútbol     | España  | 2012      |
| Club Deportivo Eldense            | España  | 2013-2014 |
| Fútbol Club Torrevieja            | España  | 2014-2015 |
| Club Deportivo Eldense            | España  | 2015-2016 |
| Sud América                       | Uruguay | 2016-2017 |
| CF Lorca Deportiva                | España  | 2017      |
| Club Deportivo Alcoyano           | España  | 2018      |